# Абдаллах ібн Ганія
Абдаллах ібн Ганія (араб. عبد الله بن غانية; д/н — 1203) — емір Майоркської тайфи у 1187—1203 роках.

## Життєпис
Походив з династії Альморавідів, гілки Ганія. Син Ісхака, еміра Майоркської тайфи. Після смерті останнього наприкінці 1183 або на початку 1184 року почалася боротьба за владу між його синами, чому також сприяло втручання Альмохадів.
У 1184 році, коли його брат Алі став новим еміром Майорки, Абдаллах рушив разом з ним на відвоювання Магрибу в Альмохадів. 1187 року Абдаллах з порту Триполі з військом рушив на Балеарські острови. На шляху зупинився на Сицилії, де з дозволу короля Вільгельма II зібрав найманців. На Майорці за підтримки сільського населення та власних військ переміг братів Мухаммада і Ташфіна, відвоювавши усі острови окрім Ібіци і Форментери. Втім у 1188 року Абу'л-Аббас ас-Сікіллі, альмохадський валі Ібіци. відвоював острів Менорку.
Намагався відродити потугу своєї тайфи, для чого 1188 року відновив угоди з Генуєю та Пізою від 1181 і 1173 років. Водночас знову розпочав піратські напади на Прованс, Лангедок і Каталонію.
1196 року встанови мирні відносини з новим арагонським королем Педро II. після цього основні піратські напади спрямував на Прованс та землі Аль-Андалуса, що перебували під владою Альмохадів. Також відправ підкріплення братові Ях'ї, який відчайдушно боронив Триполі, від альмохадського війська.
1199 року спробував відвоювати Ібіцу, але невдало. Наступного року відбив напад війська Альмохадів на Майорку. 1201 року зумів відвоювати Менорку. Втім у листопаді 1203 року все ж зазнав поразки, потрапивши у полон до альмохадського військовика Абдаллаха ібн Таллаха, який наказав стратити еміра Майорки. Самого ібн Таллаха халіф Мухаммед ан-Насір призначив валі Балеарських островів.